# 532 (číslo)
Pět set třicet dva je přirozené číslo. Následuje po čísle pět set třicet jedna a předchází číslu pět set třicet tři. Římskými číslicemi se zapisuje DXXXII a řeckými číslicemi φλβ.

## Matematika
532 je:
- Abundantní číslo
- Složené číslo
- Nešťastné číslo

## Astronomie
- (532) Herculina je planetka hlavního pásu, kterou objevil v roce 1904 Max Wolf

## Roky
- 532
- 532 př. n. l.